# Wappen des Saale-Orla-Kreises
Das Wappen des Saale-Orla-Kreises ist ein Hoheitszeichen des Saale-Orla-Kreises in Thüringen, der zum Teil im thüringischen Vogtland liegt.

## Blasonierung
Die Blasonierung lautet wie folgt:

„Über rotem Schildfuß mit zwei silbernen Wellenleisten gespalten von Schwarz und Gold; vorn ein linksgewendeter, rot bewehrter, gezungter und gekrönter goldener Löwe; hinten ein rot bewehrter und gezungter schwarzer Löwe.“

In § 2 Abs. 2 der Hauptsatzung ist folgende Wappenbeschreibung genannt:

„Das Wappen ist schwarz und gold gespalten mit einem roten Schildfuß und zeigt vorn einen linksgewendeten, aufrechten, goldenen, rotbewehrten und gezungten Löwen mit roter Krone, hinten einen rechtsgewendeten aufrechten, schwarzen, rotbewehrten und gezungten Löwen und im Schildfuß zwei silberne Wellenleisten.“

Flagge in Hochformat

## Geschichte und Begründung
Das vom Heraldiker Michael Zapfe gestaltete Wappen wurde am 27. Januar 1995 durch das Thüringer Landesverwaltungsamt genehmigt.
Der schwarze Löwe ist dem Wappen der Markgrafen von Meißen entlehnt, die später in den ernestinischen Wettinern aufgingen. Aus dieser Linie kamen die späteren Herzöge bzw. Großherzöge von Sachsen-Meiningen und Sachsen-Weimar-Eisenach. Der schwarze Löwe war auch das Wappentier der Grafen von Orlamünde, die einstmals vorherrschend in dieser Region waren. Der goldene, rotbewehrte und gekrönte Löwe ist dem Stammwappen des Fürstentums Reuß entlehnt. Die Grafen und späteren Fürsten Reuß residierten lange Zeit in den Städten Lobenstein und Schleiz, worauf die ehemaligen Schlösser in den Orten verweisen. Im Wesentlichen gehörten die ehemaligen Kreise Schleiz und Lobenstein zu den Besitzungen der Reuß. Die beiden Wellenbalken stehen für die Flüsse Saale und Orla, die den heutigen Landkreis prägen und ihm seinen Namen gaben.

Kreisflagge

## Flagge und Dienstsiegel
Die Flagge ist Weiß-Rot gespalten mit aufgelegtem Kreiswappen.
Das Dienstsiegel zeigt das Kreiswappen mit der Umschrift „Thüringen Saale-Orla-Kreis“.

## Belege
1. ↑  Saale-Orla-Kreis: Hauptsatzung des Kreises. 21. August 2020, abgerufen am 28. September 2023.
2. ↑  Neues Thüringer Wappenbuch Band 2 Seite 33; Herausgeber: Arbeitsgemeinschaft Thüringen e.V. 1998 ISBN 3-9804487-2-X
3. ↑  §2 (2) Hauptsatzung
4. ↑  §2 (3) Hauptsatzung